# Изоха
Изоха — река в России, протекает по Брейтовскому району Ярославской области. Длина реки — 11 км.

## Течение
Исток реки находится около деревни Марины. Река течёт в основном на север, с небольшим уклоном на восток. Она протекает между деревнями Крохино и Жеребцово. Перед деревней Ляховые уровень воды составляет 109,6 м, после этой деревни в реку впадает правый приток Окулиха. Вскоре после этого река впадает в Чеснаву. Устье реки находится в 8,2 км по левому берегу реки Чеснавы, выше села Никола. Отметка уровня воды в устье 102,5 м.

## Данные водного реестра
По данным государственного водного реестра России относится к Верхневолжскому бассейновому округу, водохозяйственный участок реки — Рыбинское водохранилище до Рыбинского гидроузла и впадающие в него реки, без рек Молога, Суда и Шексна от истока до Шекснинского гидроузла, речной подбассейн реки — Реки бассейна Рыбинского водохранилища. Речной бассейн реки — (Верхняя) Волга до Куйбышевского водохранилища (без бассейна Оки).
Код объекта в государственном водном реестре — 08010200412110000004767.